# .pw
.pw  é o código TLD (ccTLD) na Internet para o Palau, criado em 1997, em 2003 o domínio .pw foi re-delegado para Micronesia Investment and Development Corporation Co, com o baixo número de registros o Governo de Palau decidiu abrir concessões para as operações do .pw.
O Grupo Directi em 2013, se tornou o operador do ccTLD .pw, dando-lhe o significado para "Professional Web" ou "Profissionais da Web".
Os domínios de terceiro nível foram fechados e extintos, não havendo mais registros sob as categorias.co.pw, .belau.pw, .or.pw, .go.pw e .ac.pw. Com isso a Radix, subsidiária do Grupo Directi passou a vendê-lo no mercado Internacional diretamente sob a zona raiz .pw.